# Pausanias (général)
Pour les articles homonymes, voir Pausanias.
Sauf précision contraire, les dates de cet article sont sous-entendues « avant l'ère commune » (AEC), c'est-à-dire « avant Jésus-Christ ».
Pausanias, en grec ancien Παυσανίας, mort en 467 av. J.-C., est un homme politique et général spartiate. Il commande l'armée grecque lors de la seconde invasion de la Grèce par les Perses et remporte une victoire décisive à Platées en 479.

## Biographie
Membre de la famille royale des Agiades, il est le fils de Cléombrote Ier et le neveu de Léonidas Ier, le héros des Thermopyles. Régent de Sparte pendant la minorité du fils de Léonidas Ier, son cousin Pleistarchos, il commande l'armée grecque qui triomphe à Platées en 479. Il met ensuite le siège devant la ville de Thèbes afin de se faire livrer les hommes qui ont soutenu le parti des Perses. En 477, à la tête de la flotte grecque, il délivre les villes grecques d'Asie, s'empare de Chypre puis de Byzance.
Pausanias se rend très vite odieux aux Grecs par la brutalité de son commandement. Il est soupçonné de vouloir se constituer un royaume et Sparte le rappelle brutalement. Il est jugé, mais acquitté et retourne à Byzance en simple aventurier. Cimon le chasse de la ville vers 472-471, et Pausanias s'installe en Troade, reprenant ses contacts avec la Perse. Il craint la puissance nouvelle d'Athènes avec la ligue de Délos, et s'oppose au parti conservateur à Sparte, défavorable aux expéditions lointaines, et plus inquiet de la situation dans le Péloponnèse et de la montée en puissance d'Argos. De nouveau rappelé à Sparte, il est trahi par un de ses serviteurs, qui dévoile ses plans aux éphores.
Pour échapper au châtiment, Pausanias se réfugie dans le temple d'Athéna Chalkioikos. Alors que les éphores hésitent quant à son sort, sa mère Théano dépose une pierre devant la porte du sanctuaire, et part sans dire un mot. Les éphores décident alors de l'emmurer vivant. Pausanias meurt de faim vers 469.
D'après Thucydide, Pausanias et Thémistocle furent « les plus illustres des Grecs de leur temps ».

### Sources antiques
- Hérodote, Histoires [détail des éditions] [lire en ligne], IV, 81 ; V, 32 ; VIII, 3 ; IX, 10, 19 et suiv., 64, 76-88, etc.
- Thucydide, La Guerre du Péloponnèse [détail des éditions] [lire en ligne], I, 95, 128, 130 à 134.
- Diodore de Sicile, Bibliothèque historique [détail des éditions] [lire en ligne], XI, 44-46.
- Plutarque, Vies parallèles [détail des éditions] [lire en ligne], Aristide, 23 ; Cimon, 6 ; Thémistocle, 23.
- Cornelius Nepos, Vies des grands capitaines, Pausanias.

### Études
- Edmond Lévy, Sparte : histoire politique et sociale jusqu’à la conquête romaine, Paris, Seuil, coll. « Points Histoire », 2003 (ISBN 2-02-032453-9)